# Петтис, Энтони
Энтони Пол Петтис (англ. Anthony Paul Pettis; род. 27 января 1987 года, Милуоки, Висконсин, США) — американский боец смешанных боевых искусств, выступавший под эгидой UFC в лёгкой весовой категории (2011—2020). Бывший боец и чемпион UFC в лёгком весе. Является последним чемпионом WEC в лёгком весе.
По состоянию на июль 2021 года находится в организации PFL (Professional Fighters League). Согласно авторитетному рейтингу ufc.com, Петтис занимал вторую строчку в лёгком весе в 2015 году и восьмую в списке лучших бойцов вне зависимости от весовой категории, однако сейчас в десятку лидеров не входит. Энтони Петтис является обладателем ряда наград спортивных изданий, таких как Sherdog, FIGHT! Magazine, MMA Live и др.

## Титулы и достижения

### Смешанные единоборства
- Ultimate Fighting Championship
  - Чемпион UFC в лёгком весе (один раз)
  - Одна успешная защита титула
  - Обладатель премии «Лучший нокаут вечера» (два раза) против Джо Лозона, Дональда Серроне
  - Обладатель премии «Болевой приём вечера» (один раз) против Бенсона Хендерсона
  - Обладатель премии «Выступление вечера» (три раза) против Гилберта Мелендеса, Майкла Кьезы и Стивена Томпсона
  - Обладатель премии «Бой года» (один раз) против Тони Фергюсона
  - Обладатель премии «Болевой приём года» (один раз) против Бенсона Хендерсона
  - Обладатель премии «Лучший бой вечера» (два раза) против Тони Фергюсона и Дастина Порье
- World Extreme Cagefighting
  - Чемпион WEC в лёгком весе (один раз, последний)
  - Обладатель премии «Лучший нокаут вечера» (один раз) против Дэнни Кастильо
  - Обладатель премии «Удушающий приём вечера» (один раз) против Шейна Роллера
  - Обладатель премии «Лучший бой вечера» (один раз) против Бенсона Хендерсона
- Gladiators Fighting Series 
  - Чемпион GFS в лёгком весе (один раз)
  - Одна успешная защита титула
- Sherdog
  - Прорыв года (2010)[4]
- USA Today
  - Лучший бой года (2010) против Бенсона Хендерсона[5]
- MMAFighting.com Архивная копия от 28 апреля 2001 на Wayback Machine
  - Лучший бой года (2010) против Бенсона Хендерсона<ref>Ray Hui. Fight of the Year: Anthony Pettis vs. Ben Henderson (англ.). mmafighting.com (27 декабря 2010). Дата обращения: 20 сентября 2015. Архивировано 4 сентября 2018 года.<

## Карьера в MMA
Профессиональный дебют MMA у Энтони состоялся в декабре 2007 года. Он остался непобеждённым с рекордом 8-0 на всех боях, проведённых в Милуоки, штат Висконсин, прежде чем дебютировал в WEC.
Тренирует Петтиса знаменитый MMA тренер Джефф «Duke» Руфус, член и глава организации Руфуспорт, тренируя таких бойцов как Алан Белчер, Эрик Кох, Бен Ротвелл, Бен Аскрен и Дэнни Даунс.

### World Extreme Cagefighting

#### 2009
Ожидалось, что Петтис дебютирует в промоушене против Энтони Нджокуани 5 апреля 2009 года на WEC 40 . [15] Тем не менее, Петтис выбыл из боя из-за травмы руки и был заменен Бартом Палашевски .
Петтис дебютировал в WEC на WEC 41 7 июня 2009 года, где он победил Майка Кэмпбелла удушающим приемом треугольника в первом раунде.
Затем ожидалось, что он сразится с Робом Маккалоу на WEC 44 18 ноября 2009 года, но его сняли с турнира из-за нераскрытой травмы.
Петтис потерпел свое первое профессиональное поражение 19 декабря 2009 года на WEC 45 , проиграв раздельным решением судей Барту Палашевски .

#### 2010
Петтис оправился от поражения, победив Дэнни Кастильо нокаутом 6 марта 2010 года на WEC 47 , заработав награду «Нокаут вечера».
Подготовка к бою, а также семейная жизнь Петтиса были задокументированы в эпизоде шоу MTV World of Jenks .
Петтис почти не пострадал в бою с Кастильо и быстро вернулся на WEC 48 24 апреля 2010 года против Алекса Каралексиса, заменив Зака Миклрайта в короткие сроки. Он выиграл бой сабмишеном во втором раунде.
Петтис встретился с Шейном Роллером 18 августа 2010 года на WEC 50. Петтис удивил многих, он продемонстрировал разнообразие в своих ударах двумя капоэйрскими ударами, мартело и ау батидо.
После нескольких попыток сдачи Петтис добился удушения треугольником в конце боя на последних секундах боя, заработав бонус «Удушающий приём вечера».
Его последний бой на WEC состоялся 16 декабря 2010 года против Бенсона Хендерсона на WEC 53 за титул чемпиона WEC в легком весе Борьба тесно оспаривалась повсюду, обеспечивая действия вперед и назад, как стоя, так и на земле. В пятом раунде Петтис подбежал к клетке, спрыгнул с неё, а затем нанес удар ногой в воздухе. Спортивные репортеры позже назвали это Showtime Kick. Петтис выиграл бой единогласным решением судей (48-47, 49-46, 48-47) и стал окончательным чемпионом WEC в легком весе. Бой также был отмечен как «Бой ночи», который принес Хендерсону и Петтису дополнительные 10 000 долларов.

### Ultimate Fighting Championship

#### 2010
В октябре 2010 года World Extreme Cagefighting объединился с Ultimate Fighting Championship (UFC). В рамках слияния большинство бойцов WEC перешли в UFC.
Ожидалось, что Петтис сразится с победителем турнира Фрэнки Эдгара и Грея Мейнарда, который состоялся на турнире UFC 125 . Тем не менее, бой был объявлен ничьей, и Эдгар-Мейнард 3 был назначен на UFC 130 , но оба бойца получили травмы перед боем, который был отложен.

#### 2011
Вместо того, чтобы ждать победителя Edgar/Maynard 3, Петтис встретился с Клэем Гуидой 4 июня на The Ultimate Fighter 13 Finale. Он проиграл бой единогласным решением судей.
В следующий раз Петтис встретился с Джереми Стивенсом 8 октября на турнире UFC 136 .Петтис выиграл спорный бой единогласным решением судей.

#### 2012
Петтис встретился с Джо Лозоном февраля на турнире UFC 144 .
Он выиграл бой нокаутом в первом раунде. За такое выступление он получил награду «Нокаут вечера»

#### 2013
Проведя большую часть 2012 года, восстанавливаясь после множества травм, Петтис встретился с Дональдом Серроне 26 января 2013 года на турнире UFC on Fox 6 . Он выиграл бой техническим нокаутом в первом раунде. Выступление также принесло Петтису награду «Нокаут вечера».
После победы Дана Уайт сказал, что он был «продан» на Петтиса, и признал, что после того, как Бенсон Хендерсон против Гилберта Мелендеса на UFC on Fox 7 , Петтис должен был стать следующим, кто сразится за титул чемпиона в легком весе.
5 февраля было объявлено, что Петтис не будет ждать титульного боя в легком весе, а вместо этого снизится до 145 фунтов, чтобы бросить вызов чемпиону в полулегком весе Жосе Альдо 3 августа на турнире UFC 163 . Однако 14 июня Дана Уайт объявил, что Петтис выбыл из боя с Альдо из-за серьёзной травмы колена, и что Альдо вместо этого будет защищать титул против Чан Сон Юнга.
Спустя несколько недель после быстрого выздоровления 12 июля было объявлено, что Петтис заменит Ти Джея Гранта в матче-реванше за титул чемпиона UFC в легком весе против Бенсона Хендерсона 31 августа на турнире UFC 164 .
Петтис победил Хендерсона болевым приемом в первом раунде и завоевал титул чемпиона UFC в легком весе. Эта победа также принесла Петтису его первую бонусную награду за представление ночи в UFC.
Ожидалось, что Петтис проведет свою первую защиту титула против Ти Джея Гранта 14 декабря на турнире UFC on Fox 9. Тем не менее, Грант сообщил в середине сентября, что он ещё не прошел медицинское освидетельствование после сотрясения мозга на тренировке и не сможет участвовать в соревнованиях 14 декабря. Затем ожидалось, что Петтис встретится с Джошем Томсоном на мероприятии. Тем не менее, бой был отменен в середине ноября после того, как Петтис выбыл из боя из-за травмы колена

#### 2014
Петтис был выбран тренером на The Ultimate Fighter 20 вместе с Гилбертом Мелендесом, и они встретятся друг с другом на турнире UFC 181 6 декабря 2014 года. Петтис выиграл бой удушающим приемом гильотины во втором раунде, став первый человек, закончивший Мелендес. Он также получил премию Выступление вечера.

#### 2015
Петтис встретился с Рафаэлем Дос Аньосом 14 марта на турнире UFC 185. Он проиграл бой единогласным решением судей.
Ожидалось, что Петтис встретится с Майлзом Джури 25 июля 2015 года на турнире UFC on Fox 16 . Тем не менее, Петтис отказался от боя, сославшись на другую травму, и его заменил Эдсон Барбоза.

#### 2016
Петтис встретился с Эдди Альваресом 17 января 2016 года на турнире UFC Fight Night 81. Он проиграл поединок раздельным решением судей.
Петтис встретился с Эдсоном Барбозой 23 апреля 2016 года на турнире UFC 197 . Петтис проиграл бой единогласным решением судей.
После серии поражений из трех боев Петтис объявил в июне 2016 года о своем намерении перейти в полулегкий вес для своего следующего боя. Петтис дрался с Чарльзом Оливейрой в его дебютном полулегком весе 27 августа 2016 года на турнире UFC on Fox 21 . После ещё одного боя, в котором Оливейра несколько раз брал его спину, Петтис победил Оливейру удушающим приемом в 3-м раунде.
Петтис встретился с Максом Холлоуэем за временный титул чемпиона UFC в полулегком весе 10 декабря 2016 года на турнире UFC 206. На взвешивании Петтис весил 148 фунтов, что на три фунта больше предела полулегкого веса в 145 фунтов. на чемпионский бой. В результате, в случае, если Петтис выиграет бой с Холлоуэем, он лишится права на участие в чемпионате UFC. Петтис также был оштрафован на 20 % своего гонорара, который достался Холлоуэю, и бой продолжился в промежуточном весе. Петтис был первым бойцом, который потерял вес для чемпионского боя UFC после Трэвиса Люттера на UFC 67 в феврале 2007 года. Он проиграл бой техническим нокаутом в третьем раунде.

#### 2017
Петтис встретился с Джимом Миллером в легком весе 8 июля 2017 года на турнире UFC 213. Он выиграл бой единогласным решением судей.
Петтис встретился с Дастином Порье 11 ноября 2017 года на турнире UFC Fight Night 120.
Петтис проиграл бой техническим нокаутом после того, как сдался из-за травмы ребра. Этот бой также принес ему премию «Бой вечера».

#### 2018
Ожидалось, что Петтис сразится с Майклом Кьезой 7 апреля 2018 года на турнире UFC 223 , но бой был отменен за два дня до турнира после того, как Кьеза получил травму в результате инцидента, в котором Конор МакГрегор швырнул тележку в окно автобуса. Кьеза был внутри. Осколки разбитого окна порезали Кьезу, которого спортивная комиссия сочла непригодным к бою.
6 апреля 2018 года Атлетическая комиссия штата Нью-Йорк признала чемпиона UFC в полулегком весе Макса Холлоуэя непригодным по состоянию здоровья и отстранила его от боя против Хабиба Нурмагомедова. Петтис воспользовался возможностью сразиться с Хабибом Нурмагомедовым на турнире UFC 223 за звание чемпиона в легком весе с уведомлением за день в надежде получить за бой 1 000 000 долларов. UFC отказался платить ему такую сумму, и сделка сорвалась.
Бой с Кьезой был перенесен на UFC 226 .При взвешивании Кьеза весил 157,5 фунтов, что на 1,5 фунта больше предела нетитульного легкого веса в 156 фунтов. В результате бой продолжился в промежуточном весе, и Кьеза уступил 30 % своего кошелька Петтису. Петтис выиграл бой сабмишеном треугольником во втором раунде. Этот бой принес ему награду Выступление вечера.
Петтис встретился с Тони Фергюсоном 6 октября 2018 года на турнире UFC 229. Петтис уронил Фергюсона в ноудаун во втором раунде, но Фергюсон встал и оба бойца выдали красочный бой, из-за травмы руки команда Петтиса не пустила его на 3 раунд, и бой был оставлен. Этот бой принес ему награду «Бой вечера» и «Бой года».

#### 2019
19 января 2019 года было объявлено, что Петтис впервые с 2008 года вернется в полусредний вес, чтобы встретиться со Стивеном Томпсоном . Этот бой стал хедлайнером турнира UFC on ESPN+ 6 23 марта 2019 г. Томпсон перебивал Петтиса на протяжении большей части боя, однако Петтис выиграл бой нокаутом в конце второго раунда, став первым человеком, нокаутировавшим Томпсона в ММА и кикбоксинге. Эта победа принесла ему награду Выступление вечера.
Петтис встретился с Нейтом Диасом 17 августа 2019 года на турнире UFC 241. Он проиграл бой единогласным решением судей.

#### 2020
18 января 2020 года на турнире UFC 246 Петтис встретился с Карлосом Диего Феррейрой в легком весе . [101] Он проиграл бой удушающим приемом сзади во втором раунде.
Петтис встретился с Дональдом Серроне в матче-реванше 9 мая 2020 года на турнире UFC 249 . Он выиграл бой единогласным решением судей.
Петтис встретился с Алексом Мороно на турнире UFC Fight Night: Thompson vs. Neal 19 декабря 2020 года. Он выиграл бой единогласным решением судей. Поскольку это был последний оставшийся бой по контракту Петтиса с UFC, Петтис объявил 22 декабря, что он решил не принимать новое предложение от UFC и станет свободным агентом.

### Professional Fighters League

#### сезон 2021
Всего через день после объявления о том, что Петтис завершил карьеру в UFC, 23 декабря 2020 года стало известно, что он подписал контракт на несколько боев с Лигой PFL и будет выступать в легком весе в сезоне 2021 года.
Петтис дебютировал в PFL против Клея Колларда 23 апреля 2021 года на PFL 1 . Он проиграл бой единогласным решением судей.
Петтис должен был сразиться с Александром Мартинесом на PFL 4 10 июня 2021 года. Однако Петтис отказался от участия из-за болезни, а Мартинес встретился с Натаном Шульте . Соперник Шульте Рауш Манфио встретился с Петтисом на PFL 6 25 июня 2021 года. Петтис проиграл близкий бой раздельным решением судей.

#### сезон 2022
Петтис должен был встретиться с Майлзом Прайсом 23 апреля 2022 года на турнире PFL 1 . Позже было объявлено, что бой будет перенесен на PFL 3 . Петтис задушил Прайса в первом раунде.
Петтис встретился со Стиви Рэем 24 июня 2022 года на PFL 5. Петтис проиграл удушающим приемом во втором раунде.
Петтис провел реванш со Стиви Рэем в полуфинале турнира в легком весе 5 августа 2022 года на PFL 7 . Петтис снова проиграл бой, на этот раз единогласным решением

## Статистика в профессиональном MMA
| Боёв 39  | Побед 25 | Поражений 14 |
| -------- | -------- | ------------ |
| Нокаутом | 11       | 7            |
| Сдачей   | 8        | 4            |
| Решением | 6        | 3            |

| Результат | Рекорд | Соперник              | Способ                                  | Турнир                                  | Дата            | Раунд | Время | Место                          | Примечание                                                              |
| --------- | ------ | --------------------- | --------------------------------------- | --------------------------------------- | --------------- | ----- | ----- | ------------------------------ | ----------------------------------------------------------------------- |
| Поражение | 25-14  | Стиви Рей             | Единогласное решение                    | PFL 7 сезон 2022                        | 5 августа 2022  | 3     | 5:00  | Нью-Йорк                       | Полуфинал PFLPlayoffs в легком весе.                                    |
| Поражение | 25-13  | Стиви Рей             | Сдача (твистер)                         | PFL 5: сезон 2022                       | 24 июня 2022    | 2     | 3:57  | Атланта, Джорджия              |                                                                         |
| Победа    | 25-12  | Майлс Прайс           | Сдача (треугольник)                     | PFL 3: сезон 2022                       | 6 мая 2022      | 1     | 4:17  | Арлингтон, Техас               |                                                                         |
| Поражение | 24-12  | Рауш Манфио           | Раздельное решение                      | PFL 6: сезон 2021                       | 26 июня 2021    | 3     | 5:00  | Атлантик-Сити, штат Нью-Джерси |                                                                         |
| Поражение | 24-11  | Клей Коллард          | Единогласное решение                    | PFL 1: сезон 2021                       | 24 апреля 2021  | 3     | 5:00  | Атлантик-Сити, штат Нью-Джерси | Дебют в PFL в легком весе.                                              |
| Победа    | 24-10  | Алекс Мороно          | Единогласное решение                    | UFC Fight Night: Томпсон vs. Нил        | 19 декабря 2020 | 1     | 0:01  | Лас-Вегас, США                 | Бой в полусреднем весе.                                                 |
| Победа    | 23-10  | Дональд Серроне       | Единогласное решение                    | UFC 249                                 | 9 мая 2020      | 3     | 5:00  | Джэксонвилл, США               | Бой в полусреднем весе.                                                 |
| Поражение | 22-10  | Карлус Диегу Феррейра | Сдача (залом шеи)                       | UFC 246                                 | 18 января 2020  | 2     | 1:46  | Лас-Вегас, США                 | Вернулся в лёгкий вес.                                                  |
| Поражение | 22-9   | Нейт Диас             | Единогласное решение                    | UFC 241                                 | 17 августа 2019 | 3     | 5:00  | Калифорния, США                |                                                                         |
| Победа    | 22-8   | Стивен Томпсон        | KO (удары руками)                       | UFC Fight Night 148: Томпсон vs. Петтис | 23 марта 2019   | 2     | 4:55  | Нашвилл, США                   | Бой в полусреднем весе. «Выступление вечера» (3).                       |
| Поражение | 21-8   | Тони Фергюсон         | TKO (остановлен секундантом)            | UFC 229                                 | 6 октября 2018  | 2     | 5:00  | Лас-Вегас, США                 | «Лучший бой вечера» (2). «Бой года» (1).                                |
| Победа    | 21-7   | Майкл Кьеза           | Сдача (треугольник)                     | UFC 226                                 | 7 июля 2018     | 2     | 0:52  | Лас-Вегас, США                 | «Выступление вечера» (2). Кьеза не сделал вес.                          |
| Поражение | 20-7   | Дастин Порье          | TKO (травма ребра)                      | UFC Fight Night: Poirier vs. Pettis     | 11 ноября 2017  | 3     | 2:08  | Норфолк, США                   | «Лучший бой вечера» (1).                                                |
| Победа    | 20-6   | Джим Миллер           | Единогласное решение                    | UFC 213                                 | 8 июля 2017     | 3     | 5:00  | Лас-Вегас, США                 | Возвращение в лёгкий вес.                                               |
| Поражение | 19-6   | Макс Холлоуэй         | TKO (удары)                             | UFC 206                                 | 10 декабря 2016 | 3     | 4:50  | Торонто, Канада                | Петтис не уложился в вес (148 фунтов).                                  |
| Победа    | 19-5   | Чарльз Оливейра       | Сдача (гильотина)                       | UFC on Fox: Maia vs. Condit             | 27 августа 2016 | 3     | 1:49  | Ванкувер, Канада               | Дебют в полулегком весе.                                                |
| Поражение | 18-5   | Эдсон Барбоза         | Единогласное решение                    | UFC 197                                 | 23 апреля 2016  | 3     | 5:00  | Лас-Вегас, США                 |                                                                         |
| Поражение | 18-4   | Эдди Альварес         | Раздельное решение                      | UFC Fight Night: Диллашоу vs. Крус      | 17 января 2016  | 3     | 5:00  | Бостон, США                    |                                                                         |
| Поражение | 18-3   | Рафаэл Дус Анжус      | Единогласное решение                    | UFC 185                                 | 14 марта 2015   | 5     | 5:00  | Даллас, США                    | Утратил титул чемпиона в UFC в лёгком весе.                             |
| Победа    | 18-2   | Гилберт Мелендес      | Сдача (гильотина)                       | UFC 181                                 | 6 декабря 2014  | 2     | 1:53  | Лас-Вегас, США                 | Защитил (1) титул чемпиона UFC в лёгком весе. «Выступление вечера» (1). |
| Победа    | 17-2   | Бенсон Хендерсон      | Сдача (рычаг локтя)                     | UFC 164                                 | 31 августа 2013 | 1     | 4:31  | Милуоки, США                   | Завоевал титул чемпиона UFC в лёгком весе. «Лучший приём вечера» (1).   |
| Победа    | 16-2   | Дональд Серроне       | TKO (удар в корпус)                     | UFC on Fox: Johnson vs. Dodson          | 26 января 2013  | 1     | 2:35  | Чикаго, США                    | «Лучший нокаут вечера» (2).                                             |
| Победа    | 15-2   | Джо Лозон             | KO (удар ногой в голову и удары руками) | UFC 144                                 | 26 февраля 2012 | 1     | 1:21  | Сайтама, Япония                | «Лучший нокаут вечера» (1).                                             |
| Победа    | 14-2   | Джереми Стивенс       | Раздельное решение                      | UFC 136                                 | 8 октября 2011  | 3     | 5:00  | Хьюстон, США                   |                                                                         |
| Поражение | 13-2   | Клей Гвида            | Единогласное решение                    | Финал The Ultimate Fighter 13           | 4 июня 2011     | 3     | 5:00  | Лас-Вегас, США                 |                                                                         |
| Победа    | 13-1   | Бенсон Хендерсон      | Единогласное решение                    | WEC 53                                  | 16 декабря 2010 | 5     | 5:00  | Глендейл, Аризона              | Завоевал титул чемпиона WEC в лёгком весе. «Лучший бой вечера» (1).     |
| Победа    | 12-1   | Шейн Роллер           | Сдача (треугольник)                     | WEC 50                                  | 18 августа 2010 | 1     | 0:01  | Лас-Вегас, США                 | «Удушающий приём вечера» (1).                                           |
| Победа    | 11-1   | Алекс Каралексис      | Сдача (треугольник)                     | WEC 48                                  | 24 апреля 2010  | 1     | 0:01  | Сакраменто, Калифорния         |                                                                         |
| Победа    | 10-1   | Дэнни Кастильо        | KO (удары)                              | WEC 47                                  | 6 марта 2010    | 1     | 2:27  | Колумбус, США                  | «Лучший нокаут вечера» (1).                                             |
| Победа    | 9-1    | Барт Палашевски       | Раздельное решение                      | WEC 45                                  | 19 декабря 2009 | 1     | 0:01  | Лас-Вегас, США                 |                                                                         |
| Победа    | 9-0    | Майк Кэмпбелл         | Сдача (треугольник)                     | WEC 41                                  | 7 июня 2009     | 1     | 0:01  | Сакраменто, США                |                                                                         |
| Победа    | 8-0    | Гейб Уолбридж         | TKO (удары)                             | GFS: Season’s Beatings                  | 13 декабря 2008 | 1     | 0:01  | Милуоки, США                   | Бой в полусреднем весе.                                                 |
| Победа    | 7-0    | Джей Эллис            | TKO (удары)                             | GFS 55                                  | 4 октября 2008  | 1     | 0:01  | Милуоки, США                   | Защитил чемпионский титул GFS в лёгком весе.                            |
| Победа    | 6-0    | Шеррон Леггет         | Раздельное решение                      | GFS: Fight Club                         | 21 июня 2008    | 1     | 0:01  | Милуоки, США                   | Завоевал титул чемпиона GFS в лёгком весе.                              |
| Победа    | 5-0    | Майк Ламбрехт         | KO (удар ногой)                         | GFS: Knockout Kings                     | 29 марта 2008   | 1     | 0:01  | Милуоки, США                   |                                                                         |
| Победа    | 4-0    | Джордж Баррацца       | TKO (удары)                             | GFS: The Warriors                       | 16 февраля 2008 | 1     | 0:01  | Милуоки, США                   |                                                                         |
| Победа    | 3-0    | Майкл Скиннер         | TKO (удары)                             | GFS: Seasons Beatings                   | 1 декабря 2007  | 1     | 0:01  | Милуоки, США                   |                                                                         |
| Победа    | 2-0    | Лонни Амдал           | TKO (удары)                             | GFS: Rumble in the Cage                 | 17 августа 2007 | 1     | 0:01  | Грин-Бей, США                  |                                                                         |
| Победа    | 1-0    | Том Эрспамер          | TKO (удары)                             | GFS: Super Brawl                        | 27 января 2007  | 1     | 0:01  | Висконсин, США                 |                                                                         |

## Ранние годы
Петтис родился 27 января 1987 года в Милуоки, штат Висконсин, в семье Аннетт (урожденной Гарсия) и Юджина Петтиса-младшего. Он вырос в южной части Милуоки, штат Висконсин, вместе со своим старшим братом Рейнальдо Петтисом и младшим братом Серхио . Петтис, выступающий в наилегчайшем весе .
Петтис имеет мексиканские корни. Его дед, Эухенио Перес, англизировал фамилию с Переса на Петтис, чтобы избежать дискриминации. Петтис учился в Доминиканской средней школе.
Он начал заниматься тхэквондо и боксом в возрасте 5 лет. В колледже он также начал заниматься борьбой . Когда в возрасте 18 лет он пошел тренироваться по смешанным единоборствам в Roufusport, у него уже был чёрный пояс 3-й степени по тхэквондо. Позже он обучался капоэйре.
12 ноября 2003 года отец Петтиса был зарезан грабителем в доме друга.

## Личная жизнь
Вместе с деловыми партнерами Дюком Руфусом и Скоттом Джоффе Петтис владеет академией ММА Roufusport и спорт-баром Showtime в Милуоки .
Петтис вместе с Джоном Джонсом , Юрайей Фабером , Джозефом Бенавидесом , Марком Муньосом , Чадом Мендесом и Скоттом Йоргенсеном снялся в рекламе Form Athletics (теперь принадлежащей K-Swiss).
2 декабря 2013 года Петтис получил Сертификат достижения от губернатора штата Висконсин Скотта Уокера.
30 июня 2014 года было объявлено, что Петтис подписал спонсорское соглашение с Reebok .
Осенью 2014 года Петтис был признан первым чемпионом UFC, появившимся на обложке коробки General Mills ' Wheaties со своим поясом. Коробка появилась в магазинах в начале 2015 года. Однако, когда коробка вышла, Энтони Петтис уже проиграл свой пояс Дос Аньосу.
У Петтиса есть две дочери: Ария (2011 г.р.) от предыдущих отношений и Ицкали Соль (2021 г.р.) от нынешних отношений.

## Статистика профессиональных боёв по боксу
В таблице перечислены результаты всех поединков боксёров.
В каждой строке указан результат поединка. Дополнительно номер поединка обозначен цветом, который обозначает итог поединка. Расшифровка обозначений и цветов представлена в нижеследующей таблице.
| Пример | Расшифровка                     |
| ------ | ------------------------------- |
|        | Победа                          |
|        | Ничья                           |
|        | Поражение                       |
|        | Планируемый поединок            |
|        | Поединок признан несостоявшимся |
| КО     | Нокаут                          |
| ТКО    | Технический нокаут              |
| PTS    | Решение судей (по очкам)        |
| UD     | Единогласное решение судей      |
| MD     | Решение большинства судей       |
| SD     | Раздельное решение судей        |
| RTD    | Отказ от продолжения боя        |
| DQ     | Дисквалификация                 |
| NC     | Поединок признан несостоявшимся |